# Ansart
Ansart is een plaatsje in de Belgische streek de Gaume in de Provincie Luxemburg in de gemeente Tintigny.
Bij Ansart stroomt de Rulles in de Semois.
Deelgemeenten: Bellefontaine · Rossignol · Saint-Vincent · Tintigny

Overige dorpen: Ansart · Breuvanne · Han · Lahage · Poncelle

Belgische gemeenten · Arrondissement Virton · Luxemburg · Wallonië